# Aplomera conspicua
Aplomera conspicua är en tvåvingeart som beskrevs av Collin 1933. Aplomera conspicua ingår i släktet Aplomera och familjen dansflugor. Inga underarter finns listade i Catalogue of Life.